# Линься
Линься́ (кит. трад. 臨夏, упр. 临夏, пиньинь Línxià) — городской уезд Линься-Хуэйского автономного округа провинции Ганьсу (КНР), место размещения властей автономного округа. Название означает «перед рекой Дасяхэ». Город имеет прозвище «маленькая Мекка Китая».

## География
Линься расположен в плодородной долине реки Дася, правого притока реки Хуанхэ. С обеих сторон долина ограничена обрывами лёссового плато.

## История
Во времена империи Западная Хань в этих местах был образован уезд Фухань (枹罕县), подчинённый округу Лунси (陇西郡). В 81 году до н. э. эти места вошли в состав округа Цзиньчэн (金城郡). В 36 году округ Цзиньчэн был расформирован, и уезд Фухань вновь вошёл в состав округа Лунси. В 184 году Сун Цзянь из Фуханя провозгласил себя «князем истока Реки, умиротворяющим империю Хань» (河首平汉王). В 214 году Цао Цао разгромил Сун Цзяня.
При империи Западная Цзинь в 301 году уезд Фухань вошёл в состав округа Цзиньсин (晋兴郡).
При империи Ранняя Лян в 344 году была создана область Хэчжоу (河州), власти которой разместились в административном центре уезда Фухань. При империи Западная Цинь в 412 году Цифу Чипань после того, как его отец был убит, перенёс в Фухань столицу и провозгласил себя правителем страны. При империи Северная Вэй в 445 году область Хэчжоу была расформирована, но в 492 году была создана вновь. При империи Западная Вэй был создан ещё и округ Фухань (枹罕郡); как власти округа Фухань, так и власти области Хэчжоу размещались в административном центре уезда Фухань.
При империи Суй в 583 году округ Фухань был расформирован, и уезд Фухань стал подчиняться напрямую области Хэчжоу. В 607 году область Хэчжоу была преобразована в округ Фухань.
После основания империи Тан в 618 году округ Фухань вновь стал областью Хэчжоу. В 742 году она была преобразована в округ Аньсян (安乡郡). В 762 году территория уезда Фухань была захвачена тибетцами.
При империи Северная Сун тибетцы были изгнаны китайскими войсками, и уезд Фухань появился вновь, подчинённый области Хэчжоу. В 1131 году эти земли были захвачены чжурчжэнями, и вошли в состав империи Цзинь. В 1227 году область Хэчжоу была захвачена монголами.
После свержения власти монголов и образования китайской империи Мин в 1371 году был создан Хэчжоуский караул (河州卫), подчинённый Полевой ставке западного умиротворения (西安行都卫). В 1373 году были образованы Хэчжоуская управа (河州府) и уезд Аньсян (安乡县), власти которых разместились в этих местах. В 1374 году сюда была перемещена Полевая ставка западного умиротворения. В 1377 году область Хэчжоу была разделена на Левый и Правый караулы (в этих местах разместился Правый караул). В 1379 году управа и уезд были расформированы, а Правый караул был преобразован в Ставку хэчжоуского командующего войсками и людьми (河州军民指挥使司). В 1473 году Ставка хэчжоуского командующего войсками и людьми была преобразована в Хэчжоуский караул, и вновь была создана область Хэчжоу, подчинённая Линьтаоской управе (临洮府).
При империи Цин в 1726 году структуры Хэчжоуского караула были влиты в администрацию области Хэчжоу, а в 1762 году Линьтаоская управа переехала в Ланьчжоу, став Ланьчжоуской управой.
После Синьхайской революции в Китае была проведена реформа административно-территориального деления, и в 1913 году область Хэчжоу была преобразована в уезд Даохэ (导河县). В 1929 году он был переименован в уезд Линься (临夏县).
В 1949 году был образован Специальный район Линься (临夏专区), состоящий из 8 уездов. В 1950 году урбанизированная часть уезда Линься была выделена в отдельный городской уезд Линься. В 1953 году Линься стал городом провинциального подчинения.
19 ноября 1956 года Специальный район Линься был преобразован в Линься-Хуэйский автономный район, и город Линься вошёл в его состав. В 1958 году уезды Линься и Юнцзин были расформированы, а их территория вошла в состав города Линься, однако в 1961 году они были воссозданы. В 1973 году город Линься был расформирован, а его территория была присоединена к уезду Линься.
31 августа 1983 года постановлением Госсовета КНР урбанизированная часть уезда Линься была вновь выделена в отдельный городской уезд Линься.

## Административное деление
Городской уезд делится на 7 уличных комитетов и 4 посёлка.

## Экономика
Имеются обширные тепличные комплексы, в которых выращивают розы.

## Достопримечательности
В Линься есть свыше 80 мечетей, построенных в разнообразных архитектурных стилях. Здесь также находятся с полдюжины мазаров (гунбэй) — мавзолеев видных суфиев, возле некоторых из которых и по сей день базируются штаб-квартиры суфийских братств.

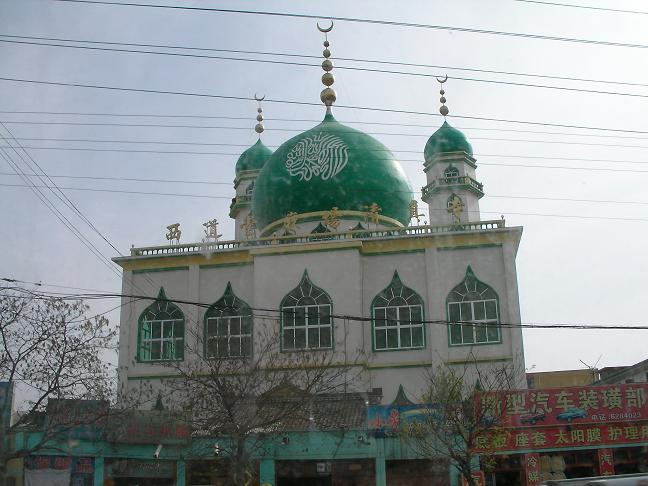
Мечеть Мачан братства Ситандао
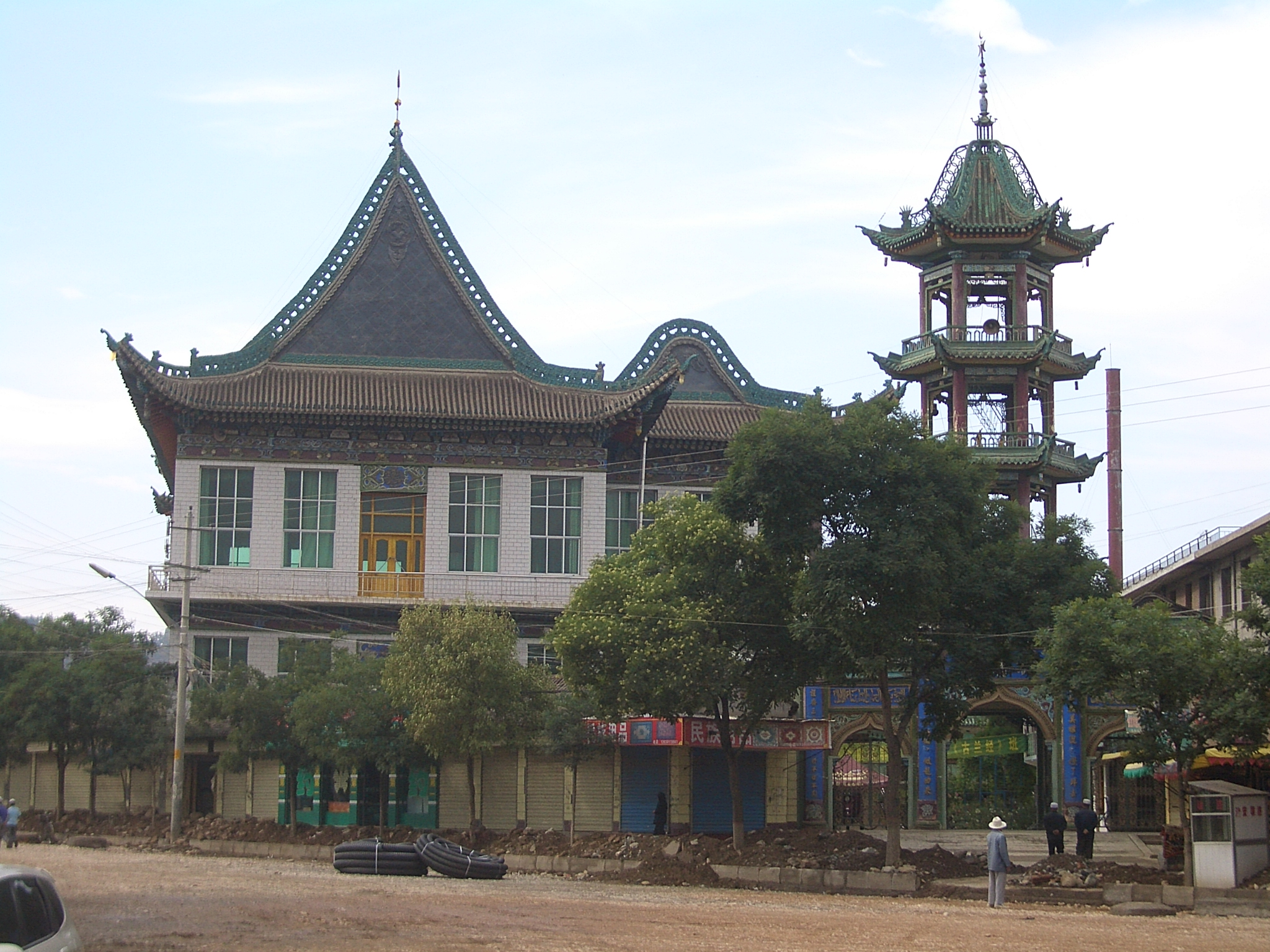
Мечеть Чэнцзяо («У угла крепостной стены»)
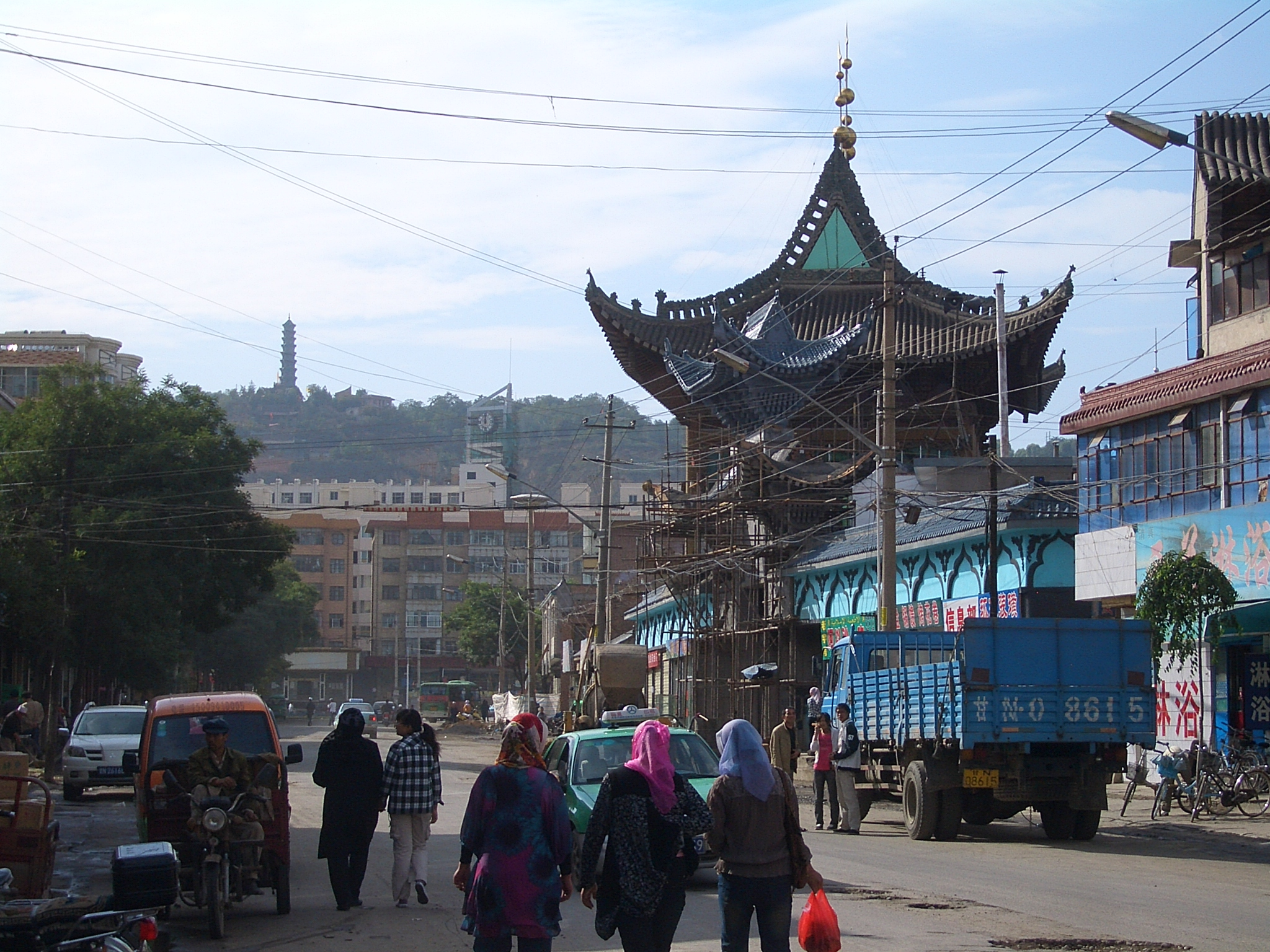
Мечеть Сома
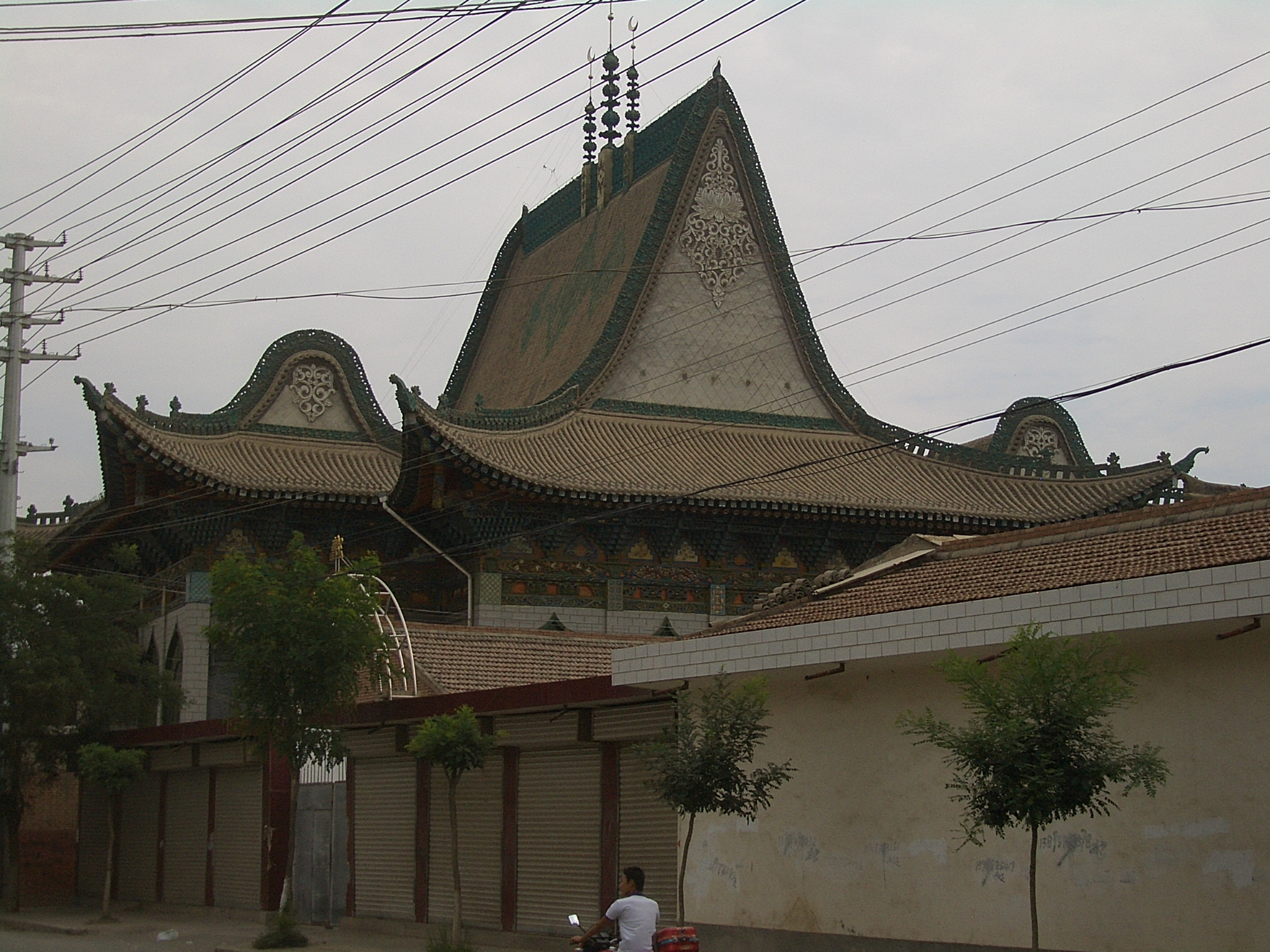
Мечеть Дунгуань («Восточная застава»)
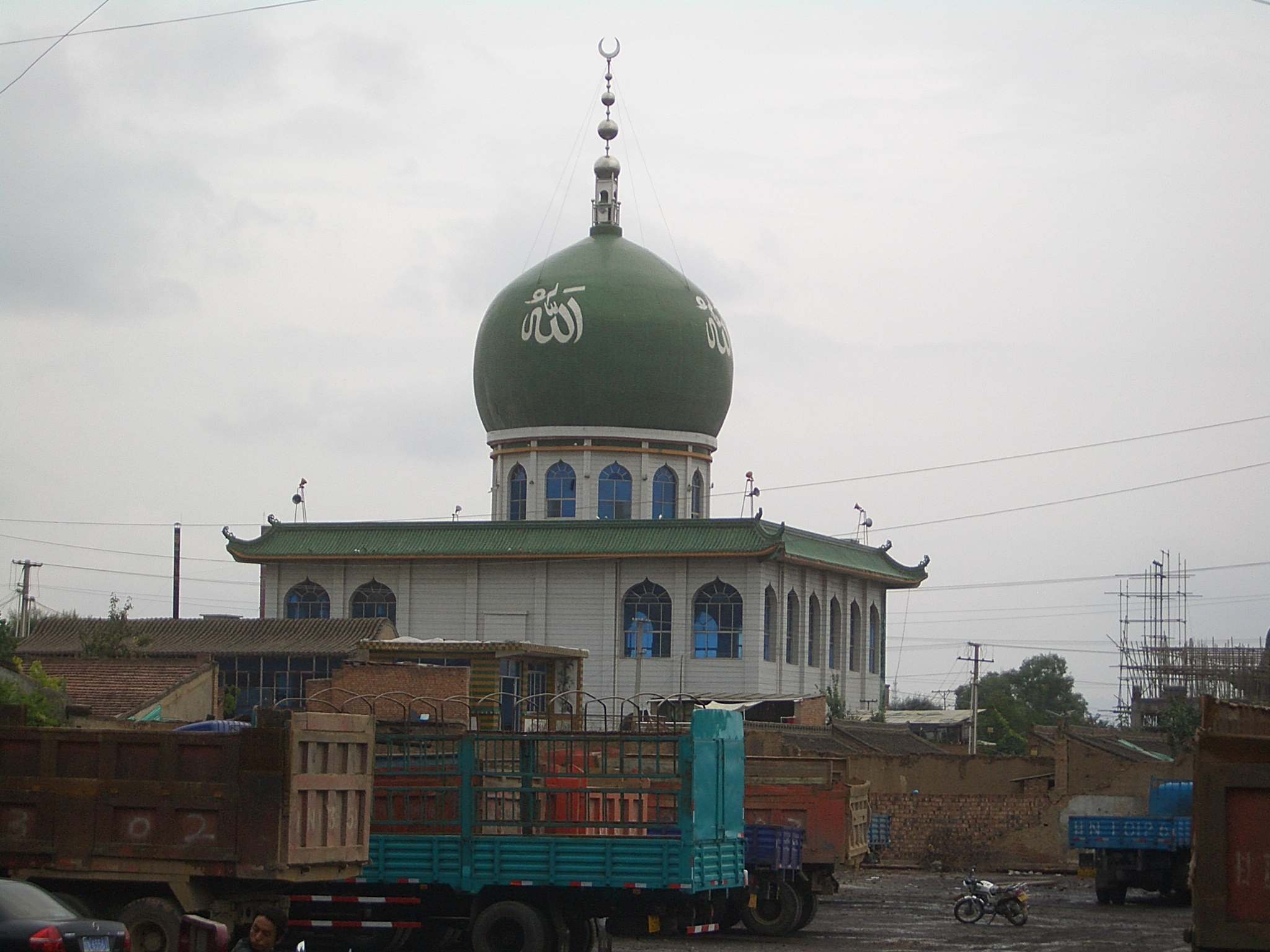
Мечеть на западном участке кольцевой дороги
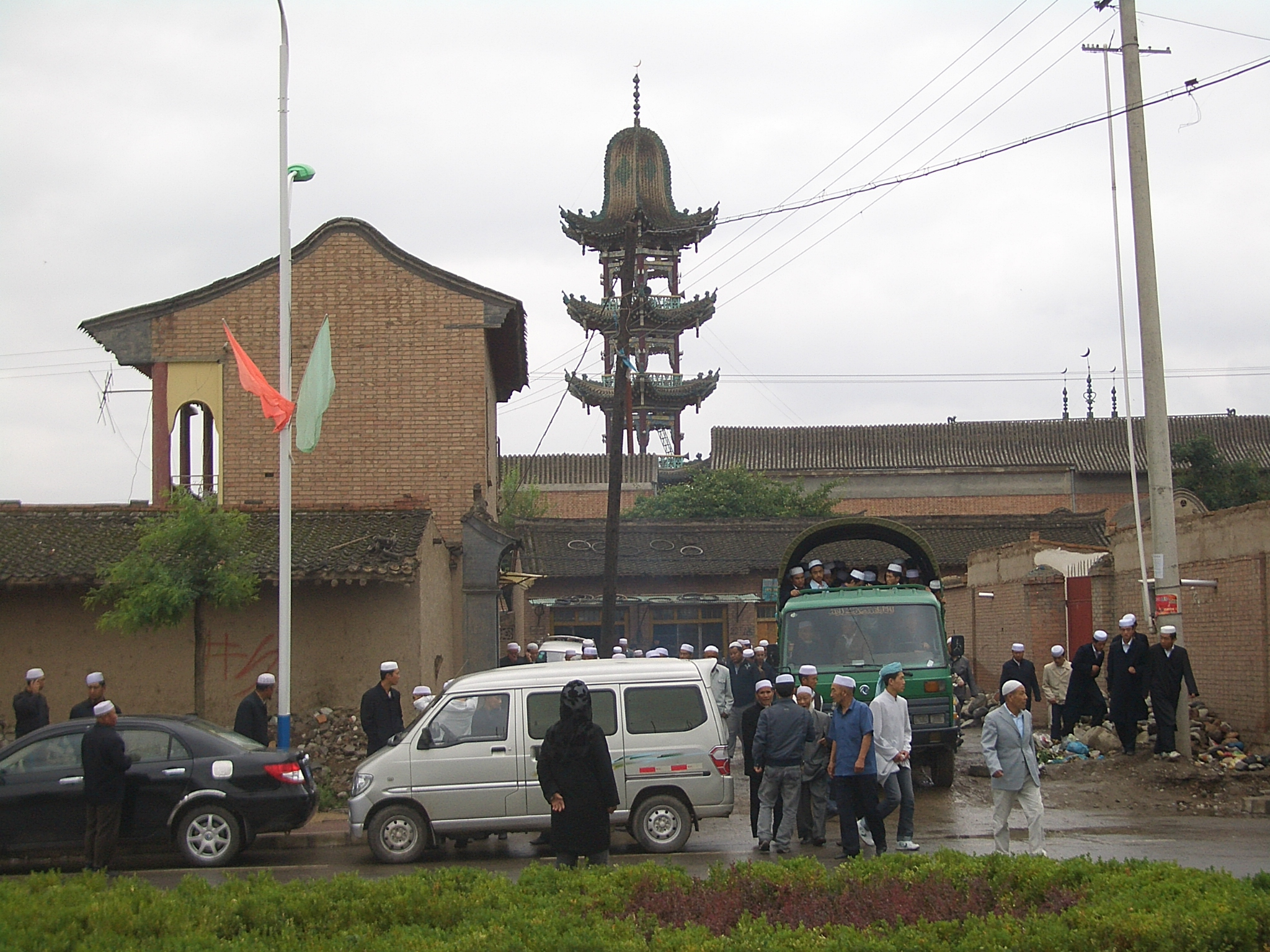
Мечеть к юго-западу от Новой Западной улицы
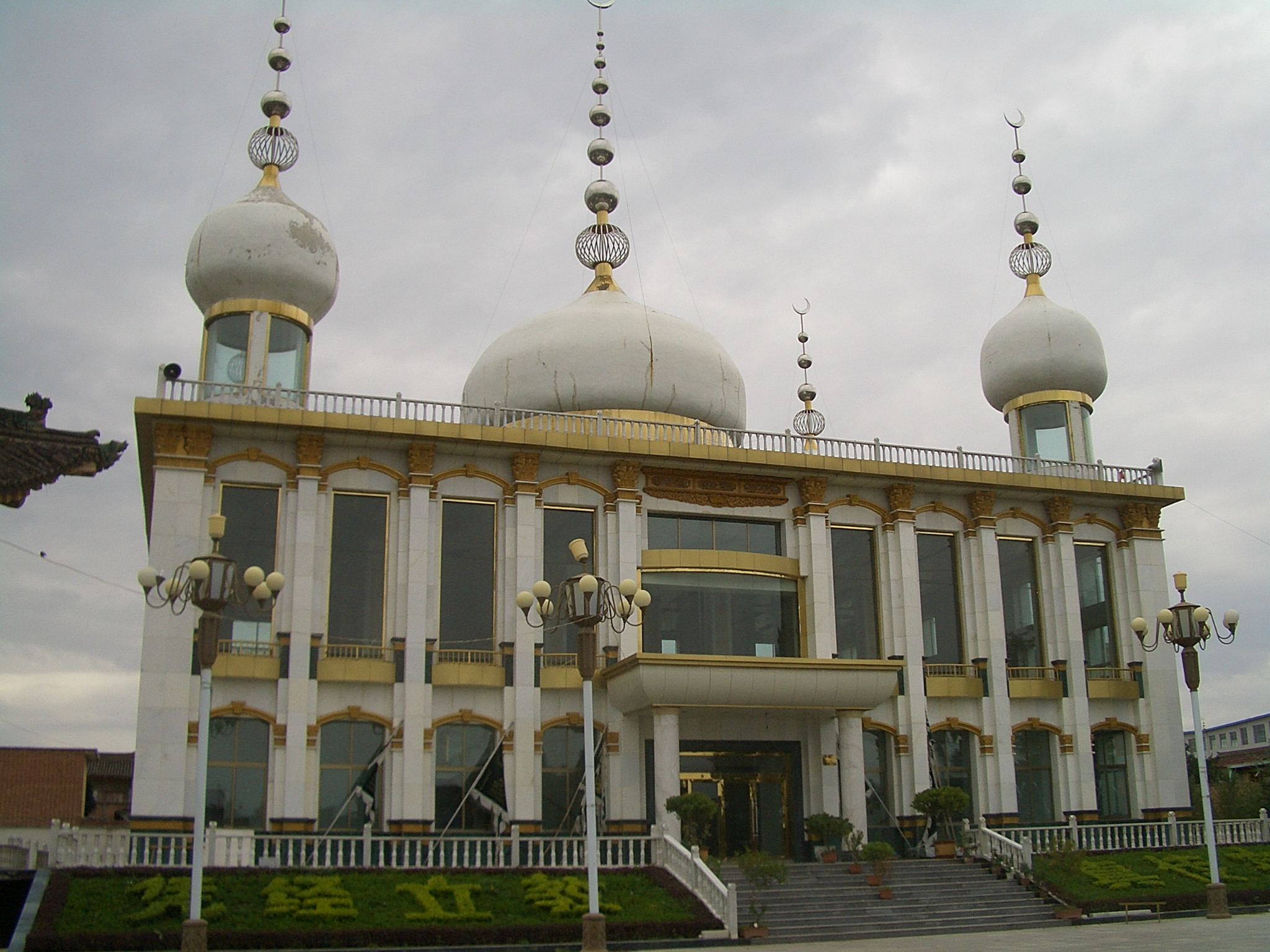
Хуа Сы («Разноцветный храм»)
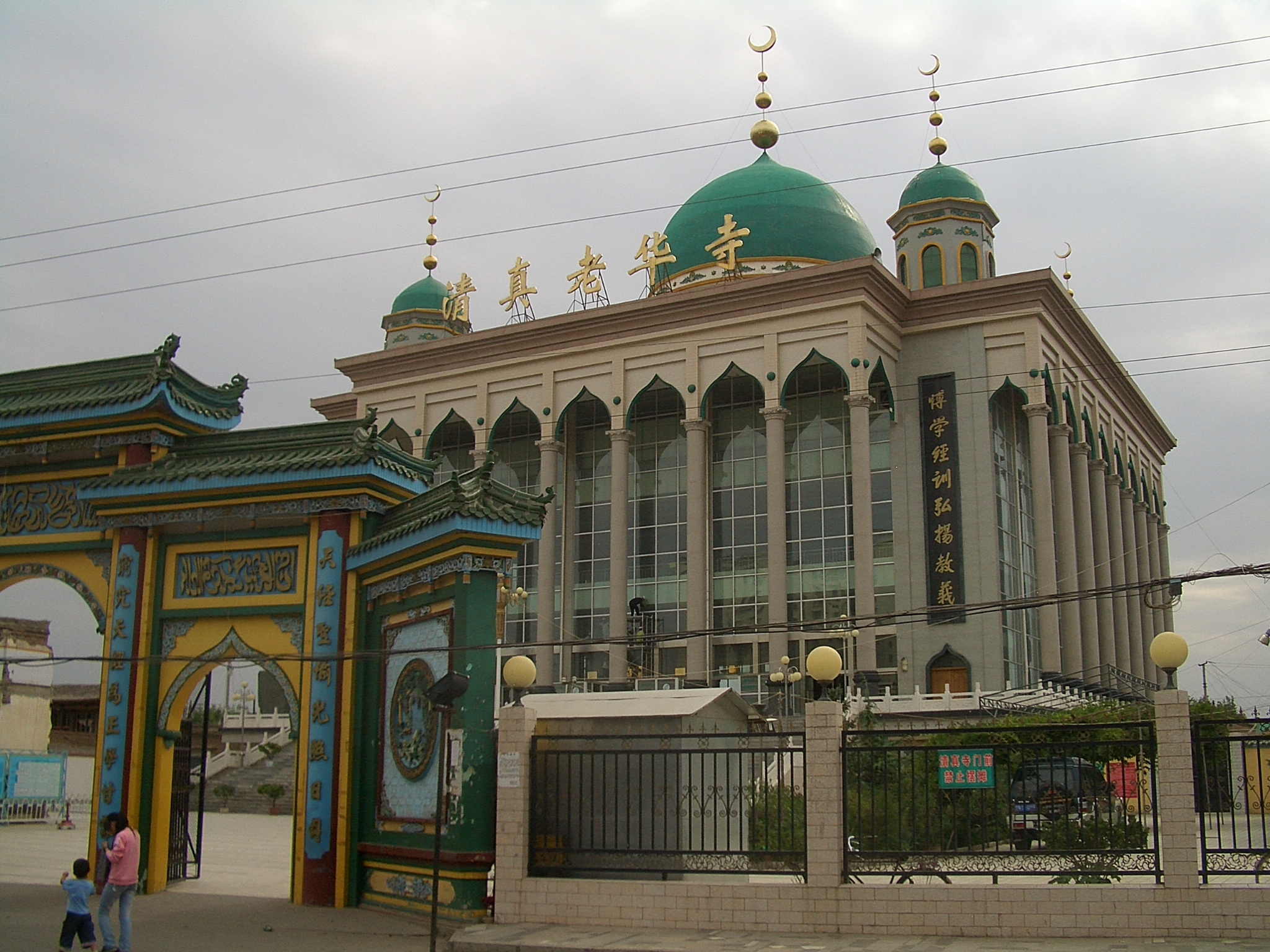
Мечеть Лаохуа
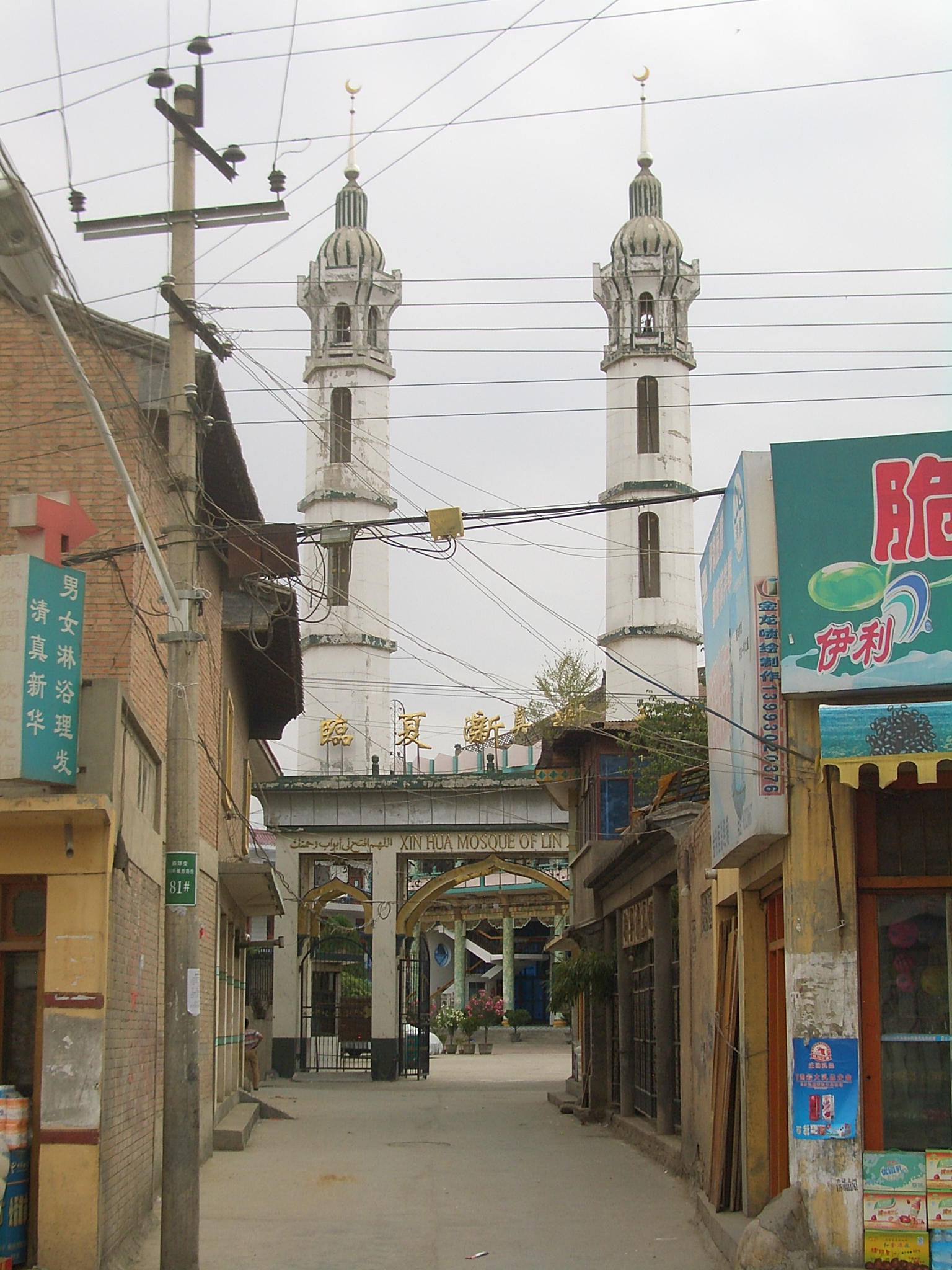
Мечеть Синьхуа
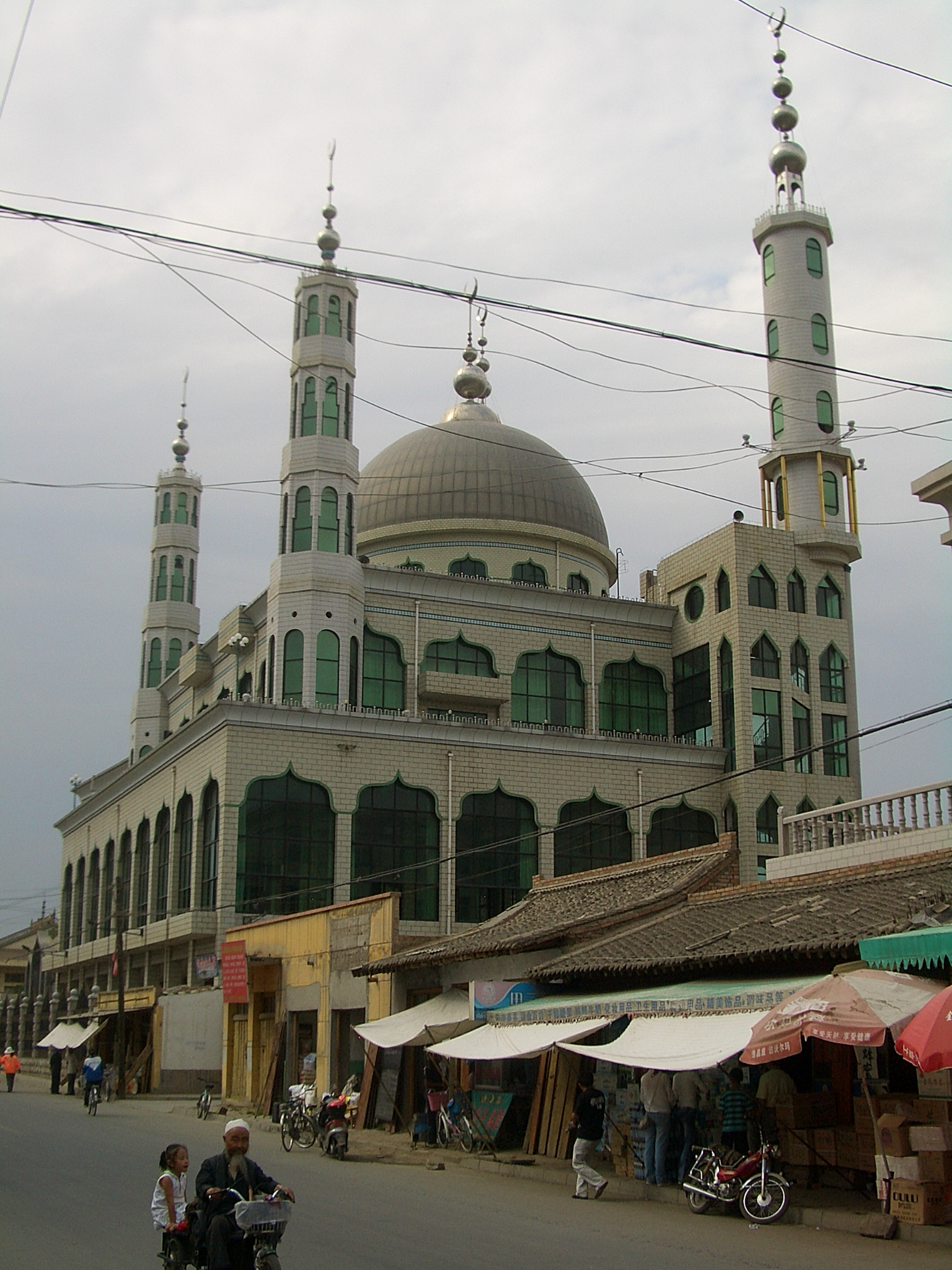
Мечеть Цяньхэянь («У передней реки»)
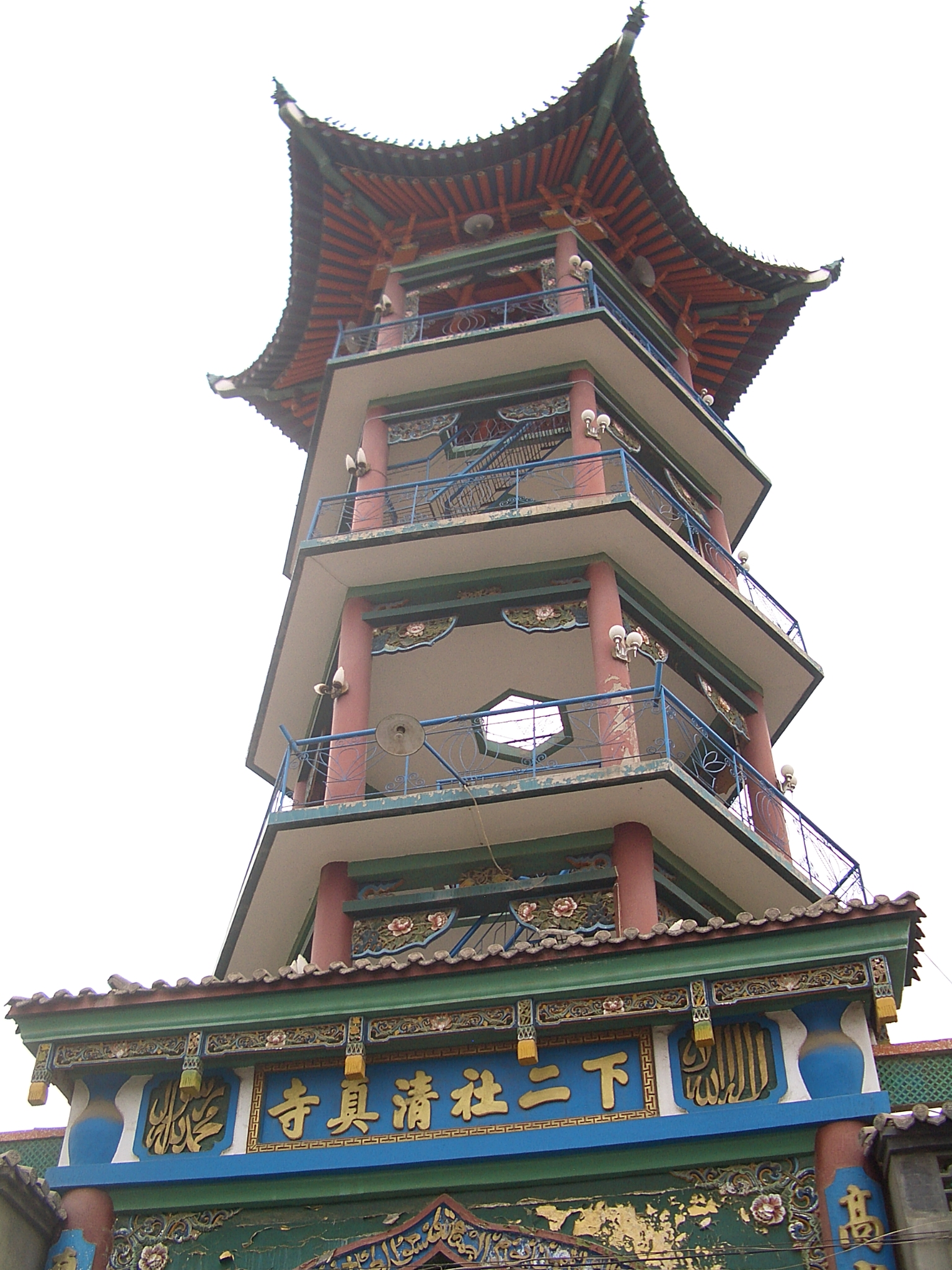
Мечеть Ся Эршэ
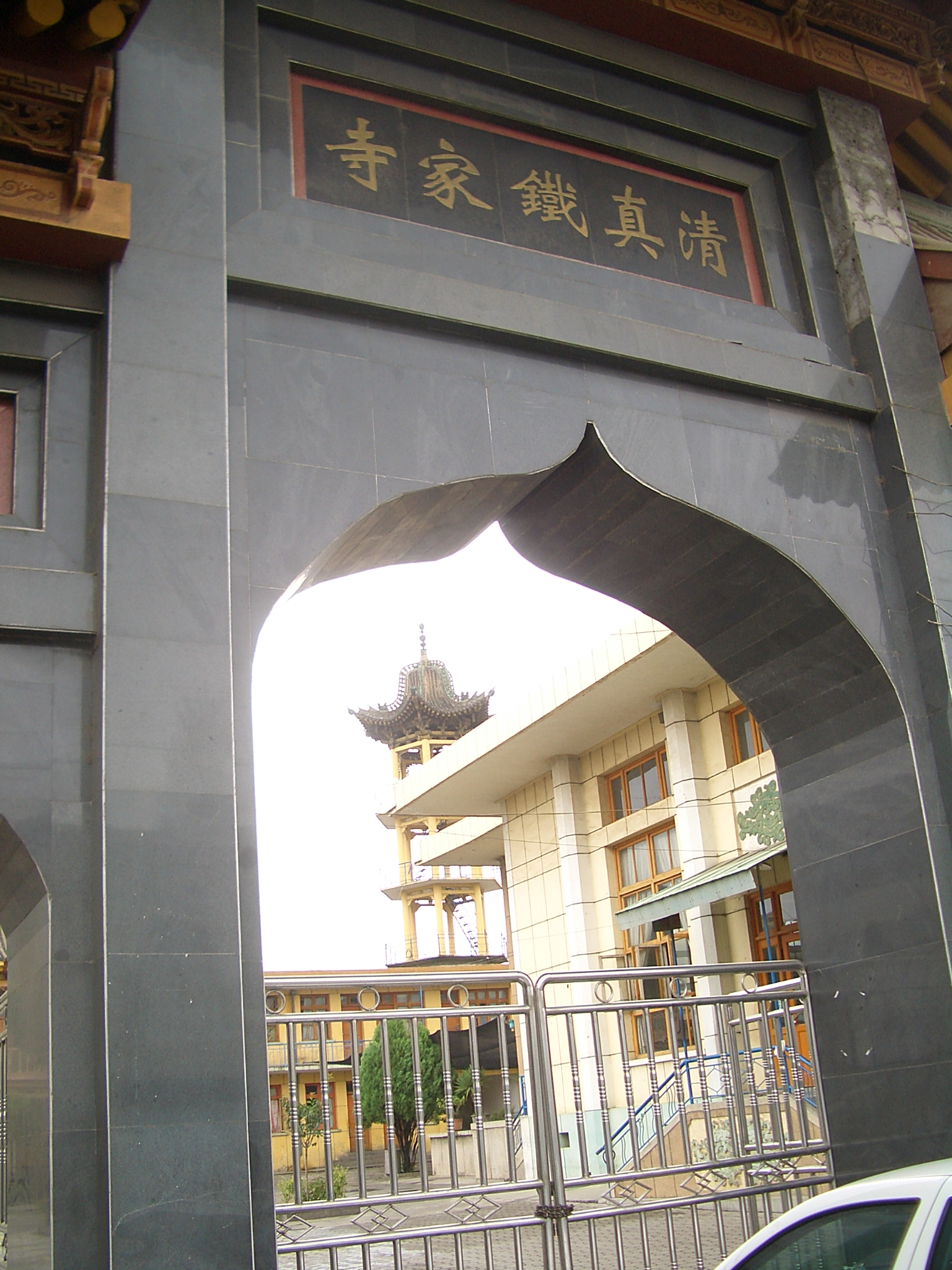
Мечеть Тецзя («Мечеть семейства Те»)
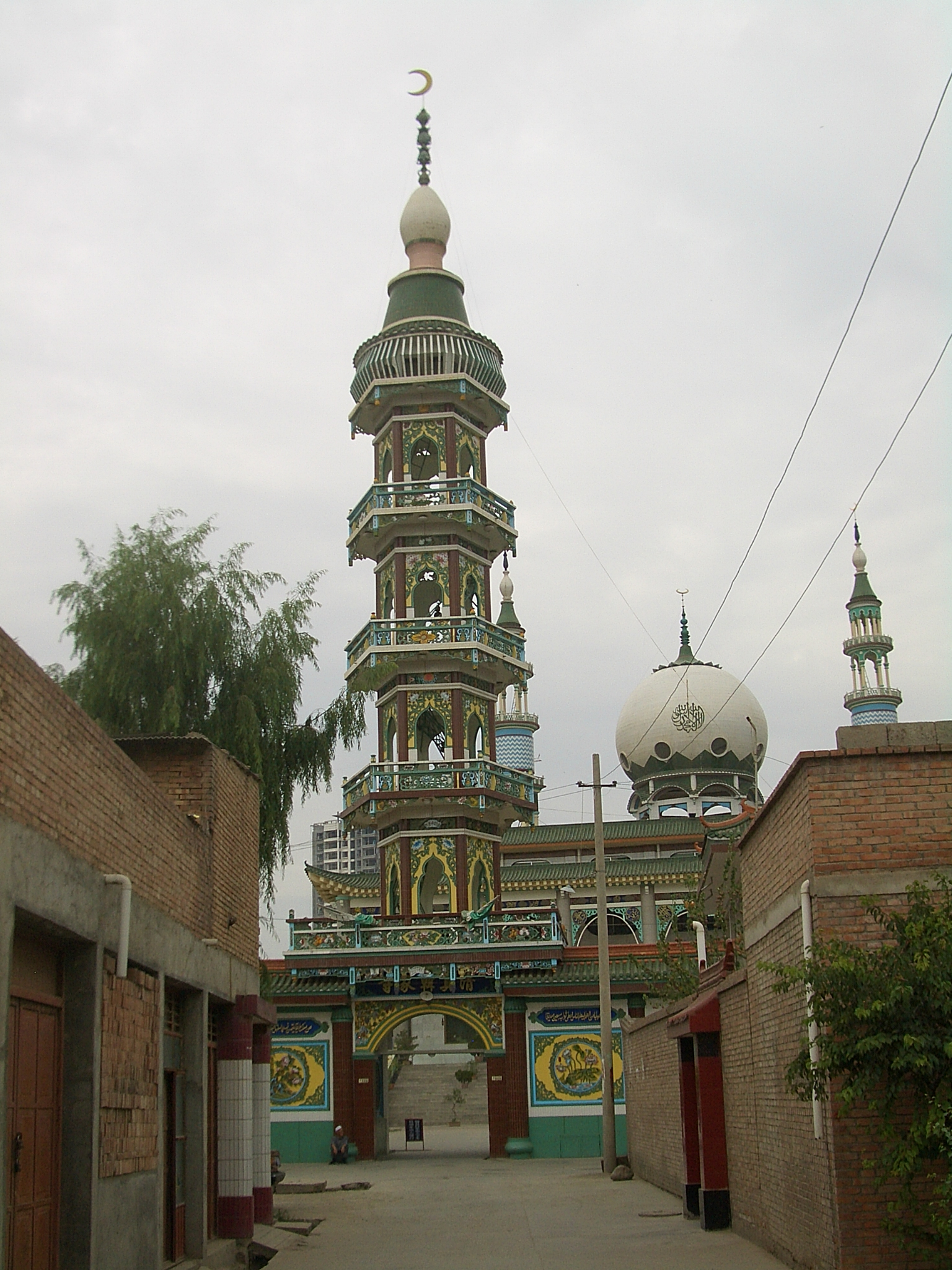
Мечеть Ханьцзя («Мечеть семейства Хань»)
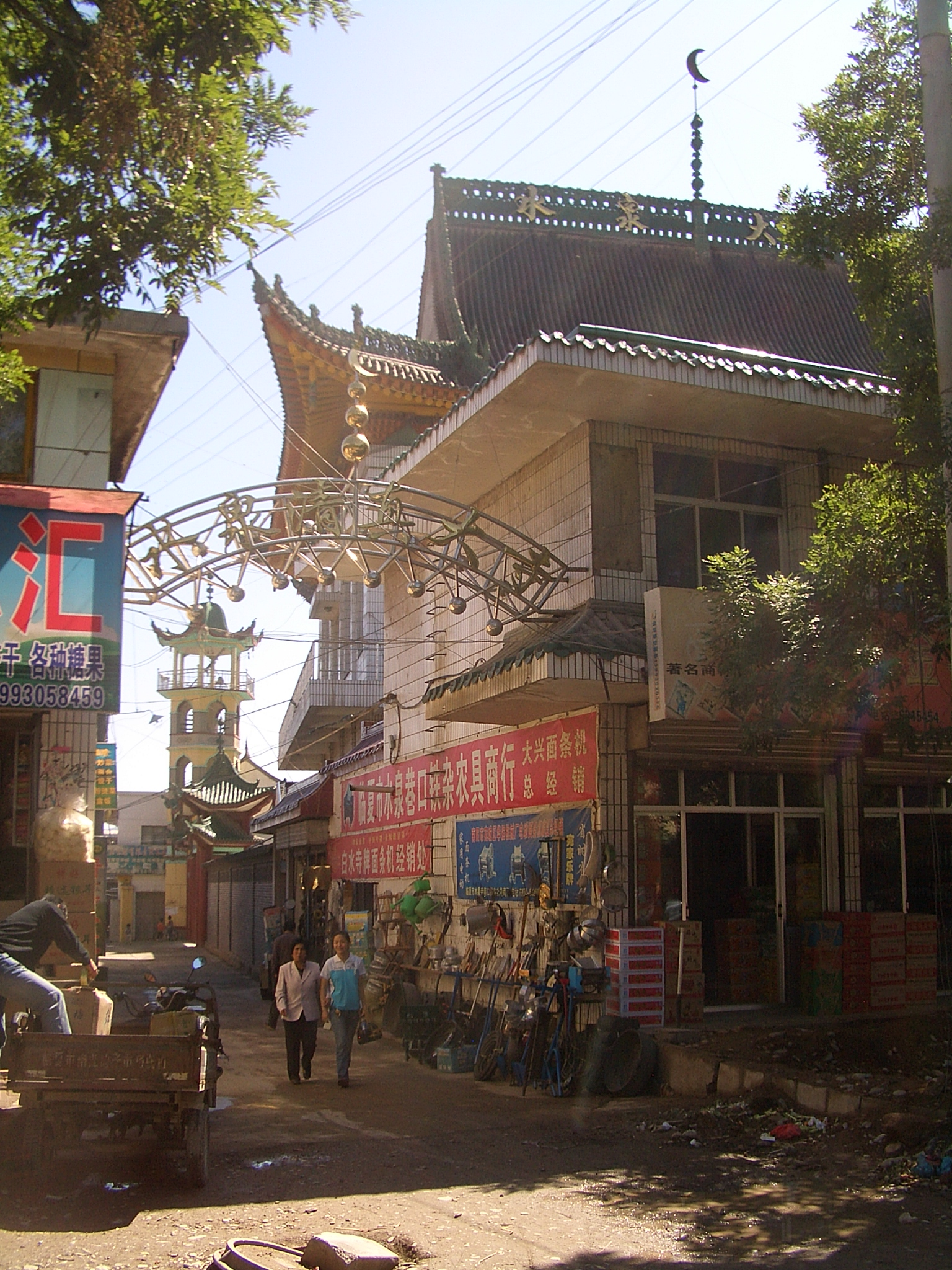
Мечеть Шицюань